# Oberwil, Basel-Landschaft
Oberwil är en ort och kommun i distriktet Arlesheim i kantonen Basel-Landschaft i Schweiz. Kommunen har 11 498 invånare (2023). Orten ligger cirka 5 kilometer från staden Basel i Leimental, på Bruderholz västsluttning.
En majoritet (88,8 %) av invånarna är tyskspråkiga (2014). 28,2 % är katoliker, 29,1 % är reformert kristna och 42,7 % tillhör en annan trosinriktning eller saknar en religiös tillhörighet (2014).